# Station Feurs
Station Feurs is een spoorwegstation in de Franse gemeente Feurs. Het station wordt bediend door de TER Rhône-Alpes (Saint-Étienne-Châteaucreux - Roanne).